# Alfaião
Alfaião is een plaats (freguesia) in de Portugese gemeente Bragança en telt 173 inwoners (2001).